# 覃斗镇
覃斗镇，是中华人民共和国广东省湛江市雷州市下辖的一个乡镇级行政单位。

## 行政区划
覃斗镇下辖以下地区：
覃斗社区、讨泗村、六高村、凌新村、英岭村、海边村、后洪村、卜立村、塘边村、铺前村、迈克村、那金村、山尾村、流沙村、下海村、头和村、英楠村和提交村。